# Hrvatski list (dnevni list, Pula)
Hrvatski list je bio hrvatski dnevnik iz Pule. Ove novine su počele izlaziti 1915., a prestale su izlaziti 1918.
Pokretanje ovog lista poduprio je upravnik Vojnog odjela u Lučkom admiralitetu kapetan bojnoga broda Dragutin Prica.
Uređivali su ga Josip Hain, koji je tri godine bio urednikom te po par mjesecâ Ivan Markon i Lovro Scalier. Stvarni urednici bili su M. Krmpotić, zatim 1918. Mijo Mirković (koji se u ovom listu prvi put potpisao pseudonimom Mate Balota) te Ante Šepić.
Od poznatih osoba, za Hrvatski su list pisali Ivan Cukon, Fran Barbalić, Mijo Mirković i ini.
Smatra se da je ovaj list nastavio gdje je list Naša sloga stala. Rečeni list obustavljen je 25. svibnja 1918. što je bio neposredni povod pokretanja Hrvatskog lista. To je vremenski poklapalo se s ulaskom Italije u rat protiv Austro-Ugarske (izdajom dotadašnjeg savezništva Italije s Austro-Ugarskom), u jeku evakuacije civilnoga stanovništva iz Pule i okolice.
List je sadržavao članke na književnom hrvatskom jeziku i na čakavskom narječju hrvatskog jezika. Zanimljivost ovog lista je ta što je u rubrikama o lokalnim temama osim Istre, obuhvaćao i Dalmaciju.
Pretkraj rata je list je naginjao južnoslavenskom jedinstvu; za mandata zadnjih dvaju urednika (zadnja 4 mjeseca postojanja) su tekstovi bili na ekavici. Austrijskim vlastima sve to nije promaklo, pa su cenzorske nožice zahvatile i ovaj list, a zadnje godine rata je list doživio jednomjesečnu sudsku obustavu izlaženja.
Kad je Kraljevina Italija zaposjela Pulu 5. studenoga 1918., krenula je obračunati se sa svim nacionalno svjesnim Hrvatima na Istri. Istog dana su zabranile Hrvatski list, a nakladnika i tiskara ovog lista Josipa Krmpotića su osudili na zatvor od tri dana. Progon nije stao na tome. Nakladnika i urednike su poslije internirali u Italiji. Svaku nadu u oživljenje lista koja se pojavila 1920. godine. Te se godine tiskar Krmpotić vratio iz internacije, no fašisti su mu zapalili tiskaru, nakon čega je otišao iz Pule, ne vrativši se nikad.